# Aiguilles du Diable
Le Aiguilles du Diable (4.114 m s.l.m.) sono un gruppo di vette del Gruppo del Mont Blanc du Tacul nel massiccio del Monte Bianco. Si trovano lungo la cresta che dal Mont Blanc du Tacul scende al Grand Capucin.

## Vette

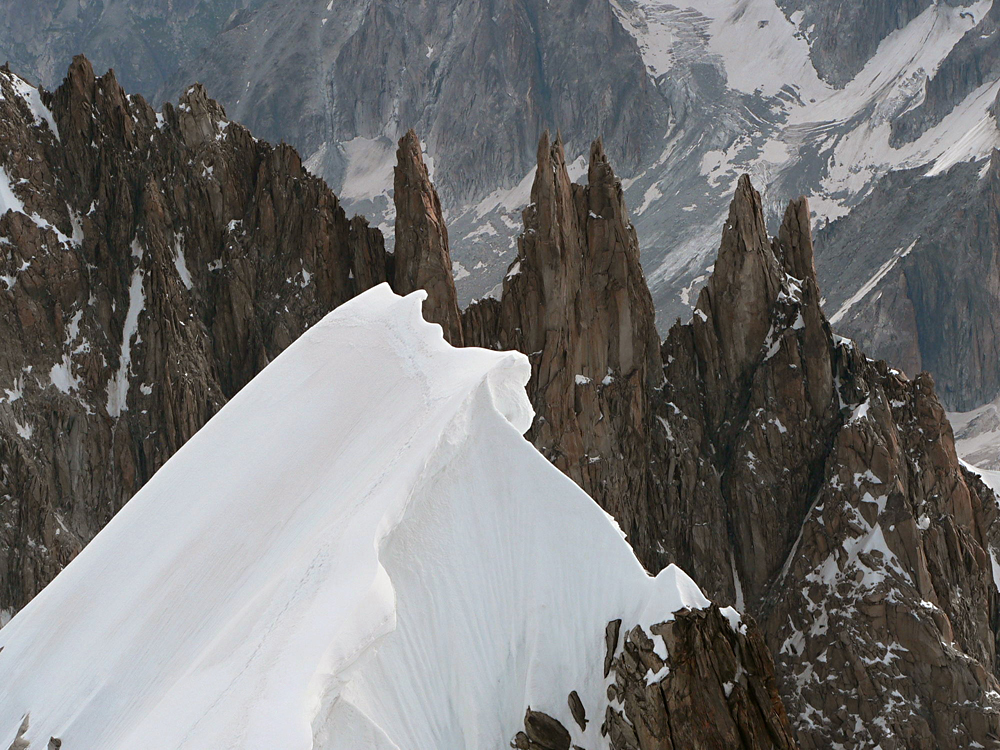
Le Aiguilles du Diable viste dallarête Küffner del Monte Maudit.

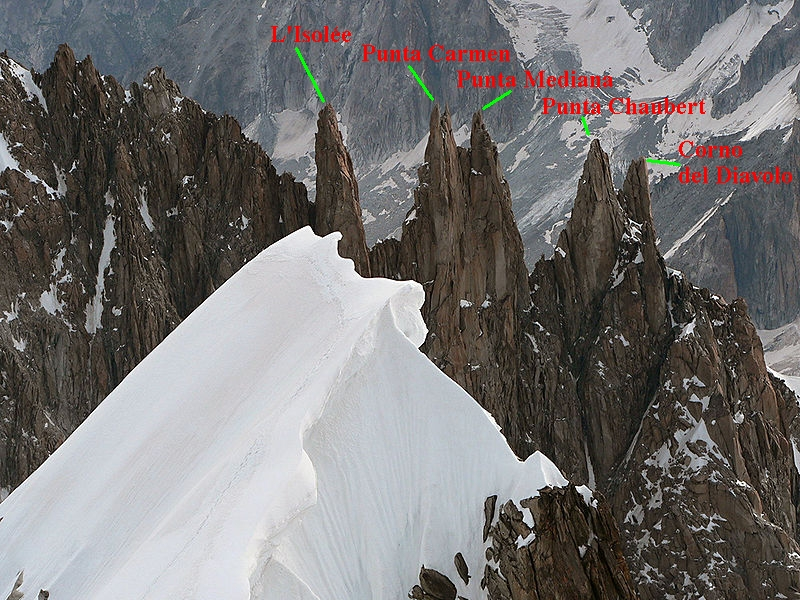
Le Aiguilles du Diable con indicazione delle vette.

Le Aiguilles du Diable sono composte da cinque ardite guglie:
- L'Isolée - 4.114 m
- Punta Carmen - 4.109 m
- Punta Mediana - 4.097 m
- Punta Chaubert - 4.074 m
- Corno del Diavolo - 4.064 m.

L'Isolée viene così chiamata perché non si trova lungo la linea di cresta ma leggermente spostata dal filo di cresta.

## Caratteristiche

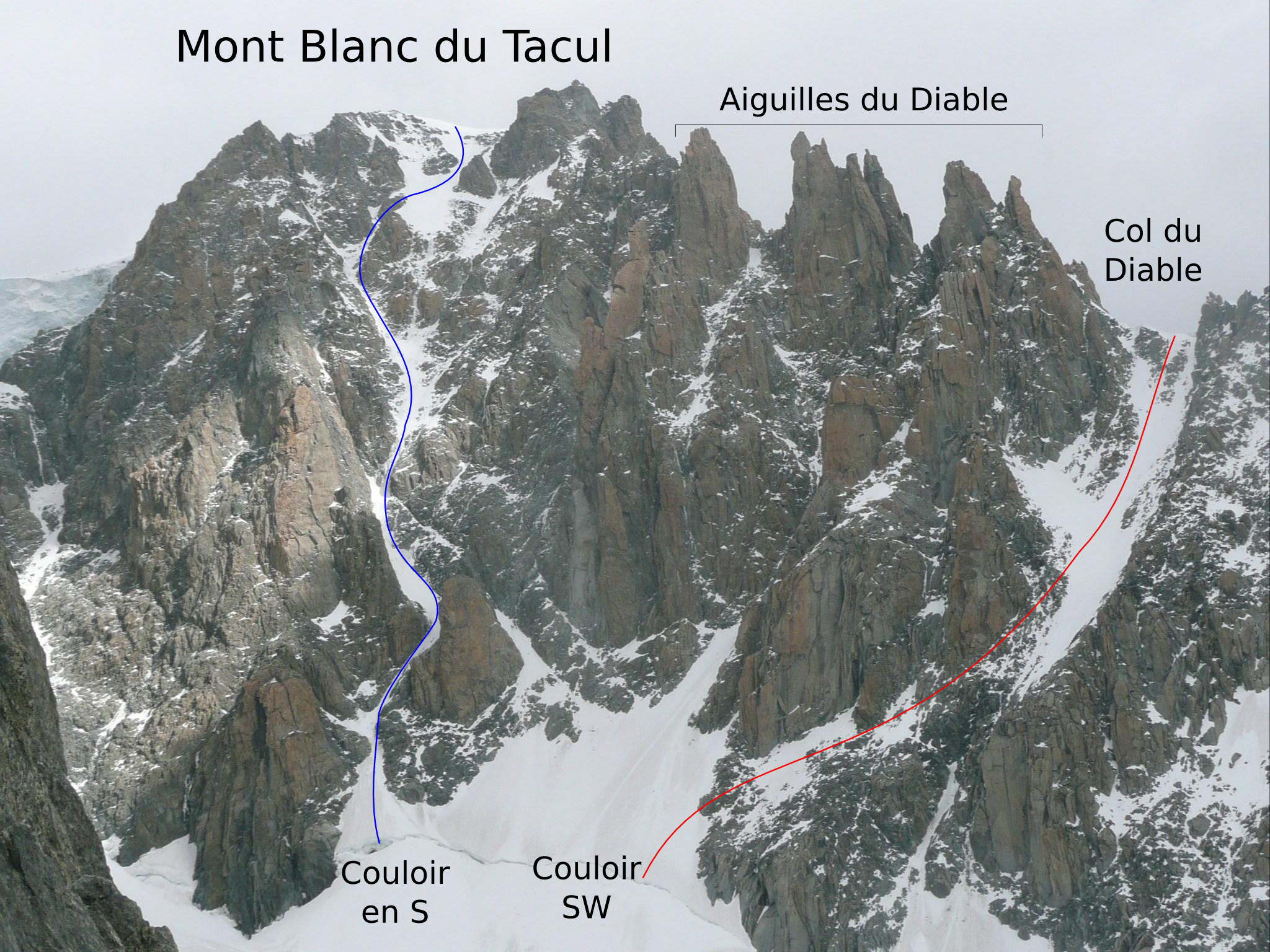
Versante sud del Mont Blanc du Tacul e delle Aiguilles du Diable.

Tutte e cinque le vette sono inserite nell'elenco degli 82 4000 delle Alpi. Anche se il Corno del Diavolo non soddisfa il criterio topografico (ha una prominenza di soli 17 m). è stato però inserito perché forma un tutt'uno con le altre.
Ad est il Col du Diable (3.955 m) separa le Aiguilles du Diable dai contrafforti di quote inferiori del Mont Blanc du Tacul. Seguendo la cresta verso ovest si trova dapprima il Corno del Diavolo; la Breche Chaubert si trova tra il Corno del Diavolo e la Punta Chaubert; dopo si incontra la Breche Mediane e poi la Punta Mediana; continuando si incontra la Breche Carmen e poi la Punta Carmen; più avanti si incontra la Breche du Diable e spostata sul lato si trova L'Isolée; la Breche de l'Isolée separa a monte le Aiguilles du Diable dalla continuazione della cresta che conduce alla vetta del Mont Blanc du Tacul.

## Prime ascensioni
Le prime ascensioni delle Aiguilles du Diable sono state realizzate negli anni 1920 soprattutto per l'impulso della grande guida Armand Charlet di Chamonix:
- la Punta Carmen: il 13 agosto 1923 da H. Bregeault, Paul Chevalier e Jacques de Lépiney;
- L'Isolée: l'8 luglio 1925 da Armand Charlet e A. Ravanel;
- la Punta Chaubert e il Corno del Diavolo: il 1º settembre 1925 da J. Chaubert con Armand Charlet e A. Ravanel;
- la Punta Mediana: il 27 luglio 1926 da E.R. Blanchet e J. Chaubert con Armand Charlet e J. Devouassoux.
- la traversata delle Aiguilles du Diable (salita delle cinque vette partendo dal Corno del Diavolo): il 4 agosto 1928 da Mrs. O'Brien e R.L.M. Underhill con Armand Charlet e G. Cachat.

## Salita alle vette
Esistono sostanzialmente due possibilità per salire le varie guglie delle Aiguilles du Diable: la prima è quella di avvicinarsi ad esse scendendo dalla vetta del Mont Blanc du Tacul; la seconda è quella di partire dal Rifugio Torino e di salire al Col du Diable (3955 m) passando dal Circle Maudit.